# 默尔比隆阿市镇
默尔比隆阿市镇（瑞典語：Mörbylånga kommun）是瑞典东南部卡尔马省的市镇，坐落于波罗的海中的厄兰岛上。其治所位于默尔比隆阿，费尔耶斯塔登是其最大的城镇。